# نجوم الدوري الإنجليزي الممتاز
نجوم الدوري الإنجليزي الممتاز (بالإنجليزية: The F.A. Premier League Stars
)، هي لعبة فيديو رياضة كرة القدم، تم تطويرها من قبل ستوديو إي آيه يو كاي، ونشرها من قبل إلكترونيك آرتس، أطلقت حصريا في أوروبا عام 1999 على نظامي بلاي ستيشن ومايكروسوفت ويندوز، واللعبة تستند على بطولة الدوري الإنجليزي الممتاز لموسم 1999-2000، تبعها الجزء الثاني لموسم 2000-2001.